# Morpheis putrida
Morpheis putrida is een vlinder uit de familie van de houtboorders (Cossidae). De wetenschappelijke naam van de soort werd voor het eerst geldig gepubliceerd in 1838 door Percheron als Zeuzera putrida.

## Voorkomen
De soort komt voor in Argentinië en Brazilië.